# Roy Jenkins
Roy Harris Jenkins, baron Jenkins z Hillheadu (11. listopadu 1920 Abersychan, Wales, Spojené království – 5. ledna 2003 East Hendred, Anglie, tamtéž) byl britský politik a spisovatel, v letech 1977–1981 šestý předseda Evropské komise. Během své politické kariéry byl poslancem parlamentu za Labouristickou stranu, Sociálně demokratickou stranu a Liberální demokraty. Mimo jiné působil ve vládách Harolda Wilsona (ministr financí a vnitra) a Jamese Callaghana (ministr vnitra).
Po smrti bývalého předsedy vlády Harolda Macmillana byl zvolen jeho nástupcem na postu kancléře (rektora) Oxfordské univerzity; tuto funkci zastával až do své smrti v roce 2003. Na konci 90. let působil jako blízký poradce předsedy vlády Tonyho Blaira a předsedal komisi pro volební reformu. Mimo politiku se věnoval historii, životopisům a psaní knih.

## Mládí
Narodil se 11. listopadu 1920 v Abersychanu v jihovýchodním Walesu jako jediné dítě Arthura Jenkinse, funkcionáře Národního odborového svazu horníků. Jeho otec byl během generální stávky v roce 1926 uvězněn za údajnou účast na nepokojích a v roce 1934 se stal viceprezidentem Federace horníků jižního Walesu. Angažoval se také v politice – působil jako poslanec parlamentu, parlamentní tajemník Clementa Attleeho a ministr v labouristické vlády. Jeho matka Hattie Harris byla dcerou mistra v ocelárnách.
Vystudoval všeobecné gymnázium ve svém rodném městě a poté pokračoval na Cardiffské univerzitě a Balliolově koleji. Během studií se seznámil např. s Denisem Healeyem, Edwardem Heathem a Tonym Croslandem, s nímž měl milostný vztah.
Během druhé světové války absolvoval důstojnický výcvik v Alton Tower. Díky vlivu svého otce byl v dubnu 1944 poslán do Bletchley Parku, kde pracoval jako kryptoanalytik; během pobytu se spřátelil s historikem Asou Briggsem.

## Politická kariéra

### Předseda Evropské komise (1977–1981)
V rozhovoru pro The Times v lednu 1977 Jenkins řekl: „Mým přáním je vybudovat sjednocenou Evropu, která bude efektivní. Chci směřovat k lépe organizované Evropě, a to jak politicky, tak ekonomicky, a pokud jde o mě, chci to provést rychle, nikoli pomalu“. Během Jenkinsova předsednictví byl kladen důraz na rozvoj Evropské hospodářské a měnové unie. Jenkins bývá označován jako kmotr eura a jeden z nejvíce vlivných lidí na tomto postu.
Stal se prvním předsedou komise, který se jménem Evropského společenství zúčastnil summitu G8. V roce 1978 obdržel čestný titul (doktor práv) na univerzitě v Bathu.

## Soukromý život
Dne 20. ledna 1945 se oženil s Mary Jennifer Morris (18. ledna 1921 – 2. února 2017). Manželství trvalo téměř 58 let až do Jenkinsovy smrti. Měl řadu románků, nejznámější z nich je vztah se sestrou Jackie Kennedyové Lee Radziwillovou.
V mládí měl vztah s Tonym Croslandem. Podle bývalého předsedy Liberálních demokratů Vince Cablea byl Jenkins bisexuál.